# Rudenice (gmina Aleksandrovac)
Rudenice (cyr. Руденице) – wieś w Serbii, w okręgu rasińskim, w gminie Aleksandrovac. W 2011 roku liczyła 149 mieszkańców.